# Calophyllum vitiense
Calophyllum vitiense là một loài thực vật có hoa trong họ Calophyllaceae. Loài này được Turrill mô tả khoa học đầu tiên năm 1915.